# Vigasio
Vigasio é uma comuna italiana da região do Vêneto, província de Verona, com cerca de 6.736 habitantes. A comuna estende-se por uma área de 30,8 km², tendo uma densidade populacional de 225 hab/km². Faz fronteira com Buttapietra, Castel d'Azzano, Isola della Scala, Nogarole Rocca, Povegliano Veronese, Trevenzuolo, Villafranca di Verona.

## Demografia
| Variação demográfica do município entre 1861 e 2011                               |
|                                                                                   |
| Fonte: Istituto Nazionale di Statistica (ISTAT) - Elaboração gráfica da Wikipedia |